# 올림픽 남수단 선수단
남수단은 2016년 리우데자네이루 하계 올림픽에서 처음으로 올림픽에 출전했다. 남수단 국가올림픽위원회(NOC)는 2015년 8월 2일 제128차 IOC 총회에서 국제 올림픽 위원회(IOC)의 승인을 받았다.

## 대회별 메달 집계

### 하계 올림픽 메달 집계
| 경기                  | 선수              | 금                | 은                | 동                | 합계              | 순위              |
| 1960–2008             | 수단 (SUD)의 일부 | 수단 (SUD)의 일부 | 수단 (SUD)의 일부 | 수단 (SUD)의 일부 | 수단 (SUD)의 일부 | 수단 (SUD)의 일부 |
| 2012년 런던           | 독립 (IOA)의 일부 | 독립 (IOA)의 일부 | 독립 (IOA)의 일부 | 독립 (IOA)의 일부 | 독립 (IOA)의 일부 | 독립 (IOA)의 일부 |
| 2016년 리우데자네이루 | 3                 | 0                 | 0                 | 0                 | 0                 | –                 |
| 2020년 도쿄           | 2                 | 0                 | 0                 | 0                 | 0                 | –                 |
| 2024년 파리           | 미래의 이벤트     |                   |                   |                   |                   |                   |
| 2028년 로스앤젤레스   | 미래의 이벤트     |                   |                   |                   |                   |                   |
| 2032년 브리즈번       | 미래의 이벤트     |                   |                   |                   |                   |                   |
| 합계                  | 합계              | 0                 | 0                 | 0                 | 0                 | –                 |